# Margit Feldman
Margit Buchhalter Feldman (Budapest, 12 de junio de 1929 - Somerset, 14 de abril de 2020) fue una oradora pública húngaro-estadounidense, educadora, activista y sobreviviente del Holocausto. Feldman y su familia fueron colocados en un campo de concentración en 1944, donde sus padres fueron asesinados de inmediato. Sobrevivió a su encarcelamiento después de mentir sobre su edad, lo que la llevó a un campo de trabajo. Fue liberada del campo de concentración de Bergen-Belsen el 15 de abril de 1945. Después de mudarse a los Estados Unidos, crio una familia y se convirtió en oradora pública, compartiendo su experiencia con estudiantes hasta su muerte, y activista contra el genocidio.

## Infancia
Margit Buchhalter nació el 12 de junio de 1929 en Budapest, Hungría. Sus padres fueron Joseph y Theresa Buchhalter. La familia vivía en Tolcsva, Hungría.  

### Holocausto
Cuando tenía catorce años, los nazis invadieron Tolcsva. Su familia fue trasladada a un gueto nazi en otra ciudad. En abril de 1944, su familia fue transportada a Auschwitz y sus padres fueron asesinados inmediatamente en las cámaras de gas. Buchhalter les dijo a los guardias alemanes que tenía 18 años y fue enviada a Cracovia, Polonia, donde trabajaba en una cantera. Los alemanes tatuaron "A23929" en su brazo izquierdo como su identificación.  Después de Cracovia, regresó a Auschwitz.
Fue transportada a un campamento de mujeres en Gruenberg, donde conoció a Gerda Weissmann Klein. Buchhalter participó en la marcha de la muerte de Gruenberg a Bergen-Belsen. El 15 de abril de 1945, Bergen-Belsen fue liberado. Tras la liberación, Buchhalter sufrió pleuresía y neumonía. También sufrió heridas por explosivos, que fueron disparados por soldados alemanes en un intento de destruir el campamento. Fue una de los dos miembros de la familia que sobrevivieron, de los 68 transportados a campos de concentración. Se mudó a Suecia, donde se recuperó.

## Carrera
Buchhalter emigró a los Estados Unidos en 1947. Se mudó a Nueva York, donde vivía con su tía, Hermina Boehm, y sus primas. Ella se convirtió en una técnica de rayos X.  

### Educadora y activista
Feldman no habló públicamente sobre su experiencia en el Holocausto durante muchos años. En la década de 1970, mientras vivía en Bound Brook con su familia, un niño de su vecindario le pidió a Feldman que hablara con su clase de primaria sobre su experiencia. Ella se negó a hablar con el grupo, pero permitió que el niño la grabara hablando de eso. Él procedió a reproducir la cinta a su clase. La clase se vio profundamente impactada por su historia y el niño le dio su opinión a Feldman, quien se dio cuenta de la importancia de compartir su experiencia.
Feldman cofundó el Instituto Raritan Valley Community College para Estudios de Holocausto y Genocidio en 1981. También cofundó la Comisión de Educación del Holocausto de Nueva Jersey con el entonces asambleísta estatal de Nueva Jersey Jim McGreevey en 1991. En 1994, apoyó un proyecto de ley que ordenaba el plan de estudios sobre el Holocausto y el genocidio en las escuelas de Nueva Jersey.
Se desempeñó como presidenta de la Federación Judía de los Condados de Somerset & Warren y presidenta de las Campañas Unidas de Apelación Judía e Israel Bonds. También fue presidenta del Hogar Judío para Ancianos, vicepresidenta de la Congregación Knesseth Israel y miembro de Temple Sholom en Bridgewater, Nueva Jersey.
En 2003, fue coautora de la autobiografía Margit: el viaje de una adolescente a través del Holocausto y más allá.  

## Vida personal
En 1953, se casó con Harvey Feldman, a quien conoció mientras se recuperaba de la tuberculosis en el hospital. La pareja vivía en Bound Brook, Nueva Jersey y tenía dos hijos.  
Feldman, su familia y la Comisión de Educación del Holocausto de Nueva Jersey crearon el Premio a la Enseñanza Margit Feldman en 2014. El premio se otorga a los maestros de Nueva Jersey que demuestran una educación "sobresaliente" en clase sobre el Holocausto, prejuicios, intimidación y fanatismo. En 2016, Peppy Margolis dirigió un documental sobre Feldman, llamado No A23029. Michael Berenbaum narró el cortometraje. 

#### Muerte
Feldman vivió en Somerset, Nueva Jersey, hasta su muerte el 14 de abril de 2020, por complicaciones relacionadas con COVID-19 causado por el virus del SARS-CoV-2 durante la pandemia de enfermedad por coronavirus.

## Trabajos
- con Bernard Weinstein. Margit: el viaje de un adolescente a través del Holocausto y más allá . Scottsdale: Princeton Editorial Associates (2003).